# Alan Cantero
Alan Martín Cantero (San Juan, 28 giugno 1998) è un calciatore argentino, attaccante dell'Alianza Lima in prestito dal Godoy Cruz.

## Carriera
Cresciuto nel settore giovanile dello Sp. Peñarol, nel 2020 viene acquistato a parametro zero dal Godoy Cruz, passando direttamente dalla terza alla prima divisione argentina. Debutta con il club biancoblu il 14 dicembre in occasione del match di Copa Diego Armando Maradona pareggiato 1-1 contro il Central Córdoba (SdE).

## Statistiche

### Presenze e reti nei club
Statistiche aggiornate al 16 ottobre 2021.
| Stagione        | Squadra         | Campionato      | Campionato | Campionato | Coppe nazionali | Coppe nazionali | Coppe nazionali | Coppe continentali | Coppe continentali | Coppe continentali | Altre coppe | Altre coppe | Altre coppe | Totale | Totale |
| Stagione        | Squadra         | Comp            | Pres       | Reti       | Comp            | Pres            | Reti            | Comp               | Pres               | Reti               | Comp        | Pres        | Reti        | Pres   | Reti   |
| --------------- | --------------- | --------------- | ---------- | ---------- | --------------- | --------------- | --------------- | ------------------ | ------------------ | ------------------ | ----------- | ----------- | ----------- | ------ | ------ |
| 2019-2020       | Sp. Peñarol     | TFA             | 19         | 5          | CA              | 2               | 2               |                    | -                  | -                  |             | -           | -           | 21     | 7      |
| 2020            | Godoy Cruz      |                 | -          | -          | CdL             | 5               | 0               |                    | -                  | -                  |             | -           | -           | 5      | 0      |
| 2021            | Godoy Cruz      | PD              | 6          | 0          | CA+CdL          | 1+1             | 0               |                    | -                  | -                  |             | -           | -           | 8      | 0      |
| Totale carriera | Totale carriera | Totale carriera | 25         | 5          |                 | 9               | 2               |                    | -                  | -                  |             | -           | -           | 34     | 7      |